# وجدان الصائغ
وجدان الصائغ، كاتبة، شاعرة وناقدة عراقية ولدت في بغداد عام 1967. حصلت على درجة الماجستير بتقدير ممتاز عام 1992 من جامعة الموصل عن موضوعها (الصورة البيانية في شعر عمر ابي ريشة). نشرت لها المجلات العربية والمحلية عشرات القصائد والدراسات وتشغل حاليا منصب مديرة تحرير مجلة الشعر الجديد - قسم دراسات الشرق الاوسط ميشيغان في الولايات المتحدة الأميريكية.

## السيرة الذاتية
ولدت الكاتبة، الشاعرة والناقدة العراقية وجدان الصائغ في بغداد عام 1967، وحصلت على درجة الماجستير بتقدير ممتاز عام 1992 من جامعة الموصل عن موضوعها (الصورة البيانية في شعر عمر ابي ريشة)، كما نالت من الجامعة ذاتها درجة الدكتوراه في النقد البلاغي عام 1995 بتقدير جيد جداً عال عن رسالتها الموسومة (الصورة الاستعارية في شعر الأخطل الصغير) ودبلوم دراسات الإعلام من جامعة كولورادو بالولايات المتحدة الأمريكية عام 2001. مارست مهنة التدريس الجامعي منذ عام 1992 وأشرفت على العديد من اطاريح الماجستير، وآخرها (رسم الشخصية في أدب محمد الشرفي) و(الموروث في شعر حسن الشرفي) و(شعر عمارة اليمني، قراءة أسلوبية)، كلية الآداب، جامعة ذمار 2005-2006. نشرت لها المجلات العربية والمحلية عشرات القصائد والدراسات، وتشغل حاليا منصب مديرة تحرير مجلة الشعر الجديد - قسم دراسات الشرق الأوسط ميشيغان - أمريكا ومنصب مديرة تحرير الصحيفة العربية - قسم دراسات الشرق الأوسط - جامعة ميشيغان - أمريكا. تشغل حاليا منصب مديرة تحرير مجلة الشعر الجديد - قسم دراسات الشرق الأوسط ميشيغان في الولايات المتحدة الأميريكية. مثلت لجنة تحكيم الشعر لجائزة رئيس الجمهورية اليمنية لعام 2004 و2005و2006 ولجنة العويس لتحكيم الشعر للأعوام 2015 2016.

## أعمال الكاتبة
- الصورة البيانية في شعر عمر ابي ريشة، دار الحياة، بيروت 1997
- الصورة البيانية في النص النسائي الإماراتي، الهيئة المصرية اللبنانية، القاهرة 1999
- جذوة الابداع وموقد البوح، قراءات في نصوص معاصرة، مؤسسة عبادي للدراسات والنشر، صنعاء 2001
- زهرة اللوتس، قراءات في شعرية علي عبد الله خليفة، دار العلم للملايين، بيروت2002
- الصورة الاستعارية في الشعر العربي الحديث، المؤسسة العربية للدراسات والنشر، بيروت 2003
- العرش والهدهد، مقاربات تأويلية للصورة في الخطاب الشعري اليمني، مؤسسة العفيف، صنعاء 2003.
- نقوش انثوية، قراءات في النص النسوي، اتحاد الادباء والكتاب اليمنين، صنعاء 2003
- الانثى ومرايا النص، قراءة في المنجز الانثوي العربي، دار نينوى، دمشق 2004
- شعراء من دلمون، وزارة الثقافة، صنعاء 2004
- القصيدة وفضاء التأويل، وزارة الثقافة، صنعاء 2004
- القصيدة الانثوية العربية، قراءة في الانساق، وزارة الثقافة، صنعاء 2005
- السرد الانثوي العربي، قراءة في الانساق، مؤسسة عبادي للدراسات والنشر، صنعاء 2006
- مباهج النص، الهيئة العامة للكتاب، صنعاء 2006
- وردة الجمر، تشكيلات الحزن في القصيدة المعاصرة، مركز عبادي، صنعاء 2006
- السنونوة والربيع، قراءات في القصيدة اليمانية، جامعة ذمار، ذمار 2006
- عقود الجمان، قراءة في القصيدة المعاصرة، جامعة عدن، عدن 2006[5][6]

## الجوائز
- جائزة ابداعات المرأة في الادب / الشارقة نوفمبر1998 عن كتابها (الصورة البيانية في النص النسائي الإماراتي)
- جائزة العفيف الثقافية للآداب / صنعاء أبريل 2003 عن كتابها (العرش والهدهد / مقاربات تأويلية لبلاغة الصورة في الخطاب الشعري اليمني المعاصر)
- انتخب كتابها (زهرة اللوتس ) ليوزع في احتفالية الملتقى الثقافي البحريني بالمقر الجديد / يناير 2002
- حازت مسيرتها النقدية على درع مؤسسة المثقف العربي، القاهرة 2004[7]